# Opel Tigra
La Opel Tigra (nome di fabbrica: Adam Opel S93 coupé) è una piccola autovettura sportiva prodotta dal 1994 al 2001 dalla casa automobilistica tedesca Opel.
Fu disegnata dal Centro Stile Opel di Rüsselsheim, con a capo l'ingegnere giapponese Hideo Kodama, ed era assemblata nello stabilimento General Motors di Saragozza, in Spagna, dove aveva già luogo la produzione della Opel Corsa.
Dall'ottobre del 1994 al gennaio del 2001 ne furono prodotti 250.728 esemplari.

## Storia

### Profilo e debutto
All'inizio del 1993, la stampa specializzata ha cominciato a divulgare le prime foto di un prototipo con carrozzeria coupé basato su pianale e meccanica della Corsa B, dalle linee morbide, curvilinee e sinuose: sia il nome Tigra sia la linea erano già quelli definitivi. Questo prototipo debuttò ai saloni automobilistici del 1993: con la sua pronunciata linea cuneiforme, i suoi vistosi montanti centrali e il caratteristico lunotto posteriore (prodotto, insieme al resto delle componenti di vetro, dalla SIV), fu una delle poche automobili che passò dalla fase prototipale alla fase di produzione di serie quasi senza subire cambiamenti.

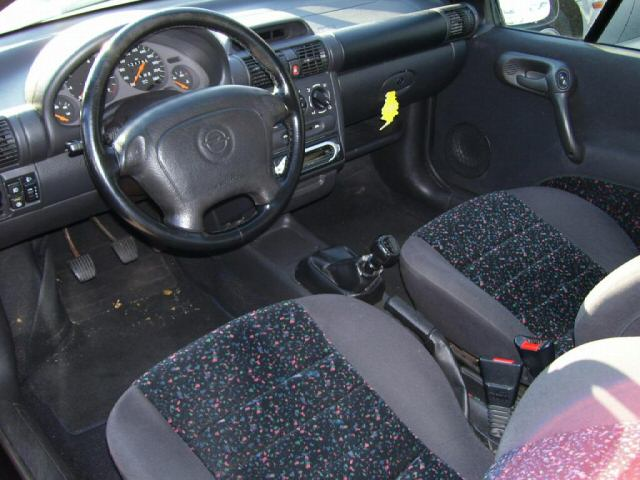
Interni di una Opel Tigra

Il lancio della vettura inaugurò una nuova nicchia di mercato, quella delle piccole coupé basate su utilitarie di segmento B. Questa nicchia ha annoverato, oltre la Tigra stessa, veicoli come la Renault Mégane Coach, la Ford Puma e la Toyota Paseo.
L'auto aveva prestazioni brillanti e costi di esercizio relativamente abbordabili; un punto debole, come su tutte le coupé, specialmente quelle di taglia piccola, era l'abitabilità posteriore. Aveva l'omologazione per i passeggeri posteriori per un'altezza fino a 1,60 metri. Rispetto al modello 1.4, il 1.6 montava di serie specchietti retrovisori riscaldati e regolabili elettricamente, ABS e airbag passeggero.
Due i motori EcoTech a benzina, un 1.4 litri da 90 CV ed un 1.6 litri da 106 CV, con distribuzione a 4 valvole per cilindro e doppio albero a camme in testa. Tali motori erano gli stessi che equipaggiavano rispettivamente le Corsa 1.4 16V Si e 1.6 16V GSi. Le velocità massime erano rispettivamente di 193 (182 con cambio automatico) e 203 km/h.

### Aggiornamenti
Per quanto riguarda il primo modello, dalla fine 1997 fino al 1999 ha avuto una serie di lievi restyling. Dal 1996 cambia la parte inferiore in plastica grezza "grigliata" sotto i tergicristalli anteriori, nel 1997 cambiano il pomello del cambio non più interamente in pelle squadrato con i numeri in rilievo per far posto a un pomello più elegante rotondo con la parte centrale in plastica lucida, nel 1998 inseriscono nel portellone portabagagli una luce di stop centrale a LED e aggiungono una particolarità: nella chiusura portellone viene inserito un circuito per abbassare il finestrino destro di qualche centimetro per alcuni secondi durante la chiusura per non permettere compressione aria e quindi favorire la chiusura del portellone. A metà produzione viene introdotta la serie speciale "Rio Verde" caratterizzata da un colore verde scuro metallizzato, cerchi in lega specifici a 5 razze e interni in pelle tabacco.
Nell'ultimo anno della sua produzione è stata prodotta la "Limited edition" caratterizzata da uno spoiler Irmscher sul baule di serie; battitacco firmati Tigra; cerchi in lega, volante e pomello del cambio identici a quelli montati dagli altri modelli Opel in quell'anno; tappezzerie interne in "carbon look".
La Tigra uscì di produzione tra la fine del 2000 e l'inizio del 2001; l'anno successivo cessò anche la produzione di quella che era stata la sua più diretta concorrente, la Ford Puma.
La Tigra è stata prodotta anche con altri marchi, e precisamente con il marchio Chevrolet in Brasile ed in Messico, come Holden in Oceania e come Vauxhall in Regno Unito.

## Tigra TwinTop
A distanza di dieci anni dalla presentazione della Tigra, nell'autunno del 2003, viene ufficializzata la notizia dell'uscita di una "nuova Tigra". Questo avvenne nell'ottobre 2004, esattamente 10 anni dopo l'uscita della Tigra "A". Il nuovo modello, denominato Tigra Twin Top, era prodotto dalla carrozzeria francese Heuliez (la stessa produttrice della Peugeot 206 CC), si presentava come un coupé-cabriolet e, pur portando lo stesso nome, aveva ben poco a che fare con il modello precedente.

## Caratteristiche tecniche
| Opel Tigra               | | |
|                          | Tigra 1.4 16V | Tigra 1.6 16V |
| Carrozzeria              | Coupé, 3 porte, 2 posti + 2, scocca portante in acciaio | Coupé, 3 porte, 2 posti + 2, scocca portante in acciaio |
| Dimensioni (cm)          | 392 x 160 x 134 | 392 x 160 x 134 |
| Passo (cm)               | 243 | 243 |
| Massa (Kg)               | 1055 | 1075 |
| Motore                   | anteriore trasversale, 4 cilindri in linea | anteriore trasversale, 4 cilindri in linea |
| Alesaggio x Corsa        | 77,6 x 73,4 mm | 79,0 x 81,5 mm |
| Cilindrata totale        | 1.389 cm³ | 1.598 cm³ |
| Rapporto di compressione | 10,5:1 | 10,5:1 |
| Potenza                  | 90 CV (66 kW) a 6000 giri/min | 106 CV (78 kW) a 6000 giri/min |
| Coppia                   | 12,7 kgm (125 Nm) a 4000 giri/min | 15,1 kgm (148 N·m) a 4000 giri/min |
| Raffreddamento           | a liquido, capacità circuito: 5,6 litri | a liquido, capacità circuito: 5,6 litri |
| Distribuzione            | albero motore su 5 supporti di banco, 4 valvole per cilindro, 2 alberi a camme in testa (cinghia dentata), punterie idrauliche                                                                                 | albero motore su 5 supporti di banco, 4 valvole per cilindro, 2 alberi a camme in testa (cinghia dentata), punterie idrauliche                                                                                 |
| Alimentazione            | a iniezione elettronica multipoint Opel-General Motors Multec-XS | a iniezione elettronica multipoint Opel-General Motors Multec-S |
| Accensione               | elettronica digitale con distribuzione statica dell'alta tensione, una bobina per cilindro | elettronica digitale con distribuzione statica dell'alta tensione, una bobina per cilindro |
| Impianto di scarico      | catalizzatore a 3 vie con ricircolo gas di scarico e iniezione d'aria supplementare. | catalizzatore a 3 vie con ricircolo gas di scarico e iniezione d'aria supplementare. |
| Impianto elettrico       | Alternatore 70 A; Batteria 44 Ah. | Alternatore 70 A; Batteria 44 Ah. |
| Trazione                 | anteriore | anteriore |
| Cambio                   | manuale a 5 marce + RM, I) 3,55:1, II) 2,14:1, III) 1,43:1, IV) 1,12:1, V) 0,89:1, RM) 3,31:1 (cambio automatico disponibile come optional)                                                                    | manuale 5 marce + RM, I) 3,73:1, II) 2,13:1, III) 1,41:1, IV) 1,12:1, V) 0,89:1, RM) 3,31:1 |
| Frizione                 | monodisco a secco a comando meccanico | monodisco a secco a comando meccanico |
| Sospensioni              | Avantreno a ruote indipendenti, braccio trasversale con montante telescopico e biella obliqua (schema MacPherson), molla elicoidale; retrotreno a ruote interconnesse, braccio longitudinale, molla elicoidale | Avantreno a ruote indipendenti, braccio trasversale con montante telescopico e biella obliqua (schema MacPherson), molla elicoidale; retrotreno a ruote interconnesse, braccio longitudinale, molla elicoidale |
| Impianto frenante        | Freni anteriori a disco autoventilanti, posteriori a tamburo, servofreno. ABS (a richiesta sulla 1.4) | Freni anteriori a disco autoventilanti, posteriori a tamburo, servofreno. ABS (a richiesta sulla 1.4) |
| Velocità max             | 190 km/h (182 con cambio automatico) | 203 km/h |
| Accelerazione            | da 0 a 100 km/h in 11"5 s | da 0 a 100 km/h in 10"5 s |
| Consumo dichiarato       | medio 6.4 litri/100 km (7.3 litri con cambio automatico) | consumo medio 6.9 litri/100 km |

## Pubblicità
- La Tigra fu pubblicizzata con un popolare spot televisivo in cui veniva guidata dalla campionessa di nuoto Franziska van Almsick, allora sedicenne e da poco divenuta un personaggio di fama internazionale per il suo talento precoce. Nella pubblicità la Tigra si "immergeva" nell'acqua per evitare un ingorgo stradale, riaffiorando dall'acqua al di là dell'ingorgo. La Tigra utilizzata per la pubblicità (ed in generale come rappresentante) era del colore Opel "Ceramic Blue". La canzone di sottofondo era "Buried at sea" di MC 900 ft Jesus.
- Un altro spot televisivo fu lanciato nel 1999 per pubblicizzare la colorazione "Star Silver". Un ragazzo ed una ragazza, entrambi al volante di una Tigra Star Silver, si fermano l'uno di fronte all'altra davanti ad un passaggio a livello chiuso; si guardano e iniziano a fantasticare su un futuro insieme, ma quando nei loro pensieri arrivano a vedersi sposati con i bambini che giocano nel cortile e di fronte all'autorimessa non c'è più la Tigra, bensì un'anonima automobile familiare, si ridestano a partono di getto in direzioni opposte. La canzone che accompagnava questo spot era "Together alone" di Anouk.